# Léon van der Elst
Léon Georges Joseph Marie Philomène baron van der Elst (Brussel, 6 januari 1856 – Elsene, 23 mei 1933) was een Belgisch hoger ambtenaar en ambassadeur.

## Levensloop
Van der Elst was lid van de familie Van der Elst en een zoon van François Zénon Julien Emile van der Elst en van Barbe Henriette Marie t'Kint de Roodenbeke. Hij trouwde in 1892 in het Nederlandse Rijsenburg met jonkvrouw Marie van Vessem (1866-1960), lid van de familie Van Vessem. Uit dit huwelijk werden vier kinderen geboren.
Na een rechtenstudie in Leuven, afgerond in 1878, werd Van der Elst advocaat bij Maurice Despret. Vanaf 1884 koos hij voor een carrière in de ambtenarij. Hij werkte eerst als attaché op het kabinet van minister van Landbouw, Industrie en Openbare Werken Alphonse de Moreau en was vanaf 1886 bureauchef in het ministerie. In 1889 werd hij afdelingschef op het ministerie van Binnenlandse Zaken en kabinetschef van minister Jules de Burlet. In 1892 bekwam hij de graad van directeur.
Burlet nam Van der Elst in 1895 mee naar Buitenlandse Zaken, waar hij naast kabinetschef ook deel was van de administratie. In dat jaar stuurde koning Leopold II hem naar Duitsland met de opdracht de Chinese mandarijn Li Hongzhang naar België te halen. Doordat dit lukte, haalde een Belgisch-Frans consortium de spoorwegconcessie Peking-Hankou binnen. Van der Elst werd in 1897 directeur-generaal en in 1905 in opvolging van Auguste Lambermont secretaris-generaal. Als intimus van de koning werd Van der Elst door de ministerraad gekozen om in 1907 de overdracht van de Onafhankelijke Congostaat te gaan onderhandelen aan de Franse Azuurkust.
Nadien werd Van der Elst een van de dichtste adviseurs van koning Albert. Tijdens de Eerste Wereldoorlog volgde hij de regering naar Le Havre en was hij onder minister Eugène Beyens invloedrijk. Beyens' opvolger Charles de Broqueville schoof Van der Elst in 1917 aan de kant en maakte hem buitengewoon gezant en gevolmachtigd minister van België in Madrid. Hij vroeg en kreeg in 1919 zijn terbeschikkingstelling en nam in 1922 ontslag uit zijn resterende functies.

## Onderscheidingen
Van der Elst werd onderscheiden onder andere als:
- grootofficier in de Leopoldsorde
- grootofficier in de Kroonorde
- grootkruis in de Orde van Adolf van Nassau
- grootofficier in de Orde van Oranje-Nassau
- grootofficier in het Legioen van Eer
- grootlint in de Orde van Isabella de katholieke

In 1894 werd hij verheven in de Belgische adel, in 1910 ontving hij de titel van baron, overdraagbaar bij eerstgeboorte, in 1919 werd deze titel uitgebreid tot alle nakomelingen.

## Afstammelingen
Het echtpaar Van der Elst-Van Vessem had onder zijn vier kinderen:
- Henri van der Elst (1893-1985) trouwde in 1925 in Brussel met barones Marthe Greindl (1896-1984). Het echtpaar kreeg vijf zoons.
- Emmanuel van der Elst (1894-1972), secretaris van de eerste minister, schreef historische of kunsthistorische artikels en essays onder het pseudoniem Jean de Vincennes. Hij trouwde in Etterbeek in 1936 met Marie-Thérèse Robyns de Schneidauer (1901-1974). Het echtpaar bleef kinderloos.
- Joseph van der Elst (1896-1971) trouwde in 1927 in Washington met Allison Campbell Roebling (1907-2000). Ze kregen vijf kinderen, met afstammelingen tot heden. Hij werd Belgisch ambassadeur en werd bekend als schrijver, zodat hij lid werd van de Académie royale de langue et de littérature françaises. Het echtpaar had vijf kinderen. Naast eigendommen   in Biot aan de Azuurkust, bezaten ze een romantisch 'gotisch' huis in Groeninge, Brugge en het kasteel van Oostkerke. Ze waren ook eigenaar van een belangrijke collectie schilderijen van oude meesters.

## Publicaties
Van der Elst publiceerde enkele artikelen, waaronder:
- Léopold II et la Chine, in: Revue générale, april-mei 1924